# أبو الذواد محمد بن المسيب
أبو الذواد محمد بن المسيب كان أول أمير للموصل من سلالة العقيليين، من ق. 990 –991/2.

## السيرة الشخصية
ينتمي محمد وسلالة العقيليين إلى بني عقيل، وهي قبيلة عربية شمالية كانت في الأصل عملاء لأمراء الموصل الحمدانيين. سيطر البويهيون على الموصل وجزء كبير من بلاد ما بين النهرين العليا من الحمدانيين في أواخر سبعينيات القرن العشرين. وأدى هذا التطور إلى تعزيز مكانة عائلة العقيل الحاكمة، حيث قدم لهم الأمير البويهي عدود الدولة دعمه وجعلهم مسؤولين عن الحفاظ على الانضباط بين القبيلة.
في ثمانينيات القرن العشرين، واجه حكم البويهي تحديًا من قبل الزعيم الكردي باد بن دستاك. ترك الحاكم البويهي المحلي دون دعم من بغداد، وتوجه إلى العقيل وبني نمير للحصول على المساعدة. وهذا جعل القبائل العربية أكثر قوة، وفي عام 989، أرسل الأمير البويهي بهاء الدولة الأخوين الحمدانيين أبو طاهر إبراهيم وأبو عبد الله الحسين إلى الموصل، على أمل أن تؤدي علاقاتهم المحلية إلى حشد المعارضة ضد باد، و إبقاء القبائل العربية تحت السيطرة.
لقد استقبل السكان المحليون الحمدانيين بحماس شديد، لدرجة أنهم ثاروا وطردوا الوالي البويهي من الموصل. دعم العقيل الحمدانيين، وسيطروا على بلدات جزيرة بن عمر ونصيبين وبلد (شمال الموصل) في المقابل. مستغلاً الاضطرابات، هاجم باد الموصل في العام التالي، لكنه هُزم وقتل على يد قوات العقيل الأقل عدداً في معركة بالقرب من بلد. تبع ذلك هجوم حمداني مضاد في منطقة أميدا، لكنه فشل في تحقيق أي نجاح. وبالفعل أسر الحسين، فلجأ إلى الفاطميين بعد إطلاق سراحه، بينما فر إبراهيم إلى نصيبين التي كانت تحت سيطرة العقيليين، حيث أسره محمد هو وابنه علي وقتلهما. في الوقت نفسه، قام محمد أيضًا بتهميش منافسه البدوي الرئيسي، زعيم بني نمير، وسيطر على الموصل ومحافظها.
ومع ذلك، في عام 991/2، هُزم العقيل على يد الجيش البويهي بقيادة أبو جعفر الحجاج، وفي سلام تم التوصل إليه في العام التالي، كان عليهم الاعتراف مرة أخرى بالسيادة البويهية. لقد احتفظوا بالسيطرة على المناطق المحيطة بالموصل، لكن المدينة نفسها أصبحت مقرًا للحجاج كمحافظ بوييد وتخلوا عن الموصل.
توفي محمد عام 996، وتبع ذلك صراع على الخلافة بين إخوته علي والمقلد، مما أدى إلى تقاسم السلطة وإضعاف إمارة العقيليين، على الرغم من طرد البويهيين من الموصل تمامًا خلال هذا الوقت.